# Bad Thief, Good Thief
Bad Thief, Good Thief  est un drama coréen diffusé depuis le 13 mai 2017 sur la chaîne MBC dans lequel les personnages principaux sont joués par Ji Hyun-Woo, Seohyun, Kim Ji-hoon et Lim Ju-Eun. Il est diffusé tous les week-end à 22h00 (heure coréenne) et aura 50 épisodes d'une heure environ.

## Synopsis
Le drama raconte la vie des descendants d'activistes coréens qui luttaient contre l'empire japonais. 
L'histoire principale se concentre sur les 3 cartes indiquant là où sont cachés les trésors de la Corée. Les descendants des activistes coréens les recherchent pour empêcher les anciens collaborateurs pro-japonais de trouver avant eux et d'en prendre la possession. De l'autre côté, les descendants des pro-japonais qui luttaient contre ces activistes font de même, mais utilisent les pires moyens pour y parvenir. 
Ensuite, il y a les intrigues secondaires mais qui ont tout de mêmes une place importante:
- Le début du drama se concentrera sur l'enfance des protagonistes
- Ensuite, les intrigues secondaires vont se succéder et parfois s'entre-mêler, dans l'ordre approximativement:

- l'identité de Jang Dol-Mok/ Kim Soo-Hyun, qui aura des conséquences sur sa famille
- l'amour que Kang So-Joo a pour Jang Dol-Mok
- la véritable identité de J (un voleur)
- la face caché de Yoon Joong-Tae
- la recherche de la mère biologique de Jang Dol-Mok/Kim Soo-Hyun.
Plusieurs personnages feront leur apparition au cours du drama. Ils auront tous un rôle important dans l'intrigue.

## Rôles

### Rôles principaux
- Ji Hyun-Woo joue Jang Dol-mok / Kim Soo-Hyun[1]
  - Kim Kang-Hoon joue Jang Dol-Mok quand il était enfant

C'est le descendant de Baek San. Son identité est caché par son père adoptif (ami de son père biologique).
- Seohyun joue Kang So-Joo
  - Moon So-hee joue Kang So-Joo enfant

C'est une policière devenue investigatrice, elle veut à tout prix combattre l'injustice et l'abus de pouvoir des plus riches. C'est la fille de Kang Sung-Il.
- Kim Ji-Hoon joue Han Joon-Hee / Jang Min-Jae
  - Nam Da-reum et Moon Woo-jin joue Jang Min-Jae enfant

C'est le grand-frère de Dol-Mok (non biologique puisque Dol Mok a été adopté). Il a de mauvais souvenirs d'enfance/d'adolescence.
- Lim Ju-Eun joue Yoon Hwa-Young
  - Kang Ji-Woo joue Yoon Hwa-Young enfant

Elle est la meilleure amie de Kang So-Joo (d'après cette dernière), en vérité Hwa-Young la déteste. Elle aime recevoir de l'intention. Son but est de devenir l'héritière de l'entreprise de son grand-père maternel. Elle semble aimer Han Joon-Hee, mais celui-ci semble ne pas montrer de sentiments envers elle au début.
- Choi Jong-Hwan joue Yoon Joong-Tae

Il est le descendant d'un des activistes coréens et beau-fils du PDG du groupe CheonMun.

### Personnages autour de Jang Dol-Mok
- Ahn Gil-kang joue Jang Pan-Soo son père adoptif et cousin du père biologique de Jang Dol-Mok
- Jung Kyung-Soon joue Park Ha-Kyung
- Shin Eun-Jung joue Min Hae-Won la mère biologique de Jang Dol-Mok, rôle clé de l'intrigue.

### Personnage autour de Kang So-Joo
- Kim Jung-tae joue Kang Sung-Il le père de celle-ci. Il a élevé seul sa fille. Il est policier et s'occupe de plusieurs affaires clés (en fait une seule grande affaire) du drama.

### La famille de Yoon Joong-Tae et la famille Hong
- Choi Jong-hwan joue Yoon Joong-Tae, gendre du CEO du chaebol CheonMun Group et descendant d'un indépendantiste traître.
- Choi Soo-Rin joue Hong Shin-Ae, fille cadette du CEO, épouse de Yoon Joong-Tae et mère de Yoon Hwa-Young.
- Jang Gwang joue Hong Il-Kwon, le CEO de CheonMun Group. Descendant des japonais, son but est de trouver les 3 cartes par n'importe quel moyen.
- Seo Yi-sook as Hong Mi-Ae, fille aînée du CEO
- Han Jae-Suk joue Lee Yoon-Ho fils unique de Hong Mi-Ae
  - Jeon Jin-seo joue le jeune Lee Yoon-Ho
- Han Jung-soo joue Choi Tae-Suk, assistant de Hong Il-Kwon.

### Autres
- Lee Joo-sil joue Kim Soon-Chun
- Lee Jung-eun joue Kwon Jung-hee
- Woo Hee-jin joue Park Sun-Jin
- Lee Se-chang joue Lee Eun-Suk
- Lee Sang-woo joue Oh Song-Sik, ingénieur, il aide Jang Dol-Mok en lui fabriquant des gadgets.
- Yoon Ji-Won joue Go Eun-Ji.
- Ryu Ji-An joue Park Yeo-wool, fille de Park Sun-Jin
- Shorry J joue Heo Jong-bum, ami de Jang Dol-Mok
- Kim Joon-Won joue Choi Kang-Gyu
- Lee Bong-Won joue Nam Jong-Hab
- Jo Duk-hyun joue Kim Chan-gi, père biologique de Jang Dol-Mok et ami de Jang Pan-Soo. Il est un descendant de Baek-San.
- Kang Ji-Won joue la Secrétaire Heo
- Ko Byung-Wan joue Song Gook-hyun